# Conjunto pré-compacto
Em matemática, um conjunto em um espaço topológico é dito pré-compacto ou totalmente limitado se seu fecho é um conjunto compacto.
Em topologia e em áreas relacionadas da matemática, um conjunto totalmente limitado é um espaço que pode ser coberto por um número finito de subconjuntos de qualquer ``tamanho" pré-fixado (onde o significado de tamanho aqui depende do contexto). Quanto menor o tamanho fixado, mais subconjuntos serão necessários, mas qualquer tamanho específico pré-fixado deve apenas demandar um número finito de subconjuntos. Uma noção relacionada é a de conjunto totalmente limitado, no qual apenas um subconjunto do espaço precisa ser coberto. Todo subconjunto de um espaço totalmente limitado é um conjunto totalmente limitado; porém, mesmo se um espaço não é totalmente limitado, alguns de seus subconjuntos ainda serão.
O termo pré-compacto é, por vezes usado com o mesmo significado, mas 'pré-compacto' é também usado para designar relativamente compactos. Num espaço métrico completo, estes significados coincidem, mas em geral não.

## Definição para um Espaço Métrico
Um espaço métrico {\displaystyle (M,d)} é totalmente limitado 
se, e somente se, para todo número real {\displaystyle \epsilon >0} existe
um subconjunto finito {\displaystyle F} de {\displaystyle M}
tal que para cada {\displaystyle m} em {\displaystyle M} temos {\displaystyle d(m,F)<\epsilon }. 
Note que {\displaystyle F} depende de {\displaystyle \epsilon }.
Todo espaço totalmente limitado é limitado, mas a recíproca não é verdadeira em geral.
Por exemplo, um conjunto infinito com a métrica discreta é limitado mas não totalmente limitado.
Se M é um espaço euclidiano e d é a distância euclidiana, então um subconjunto (com a topologia induzida) é totalmente limitado se, e somente se, é limitado.

## Definição em Outros Contextos
A forma lógica simbólica geral para a definição é: Um subconjunto S de um espaço X é um conjunto totalmente limitado se, e somente se, dado qualquer tamanho  E, existe um número natural n e uma família A1, A2, ..., An de subconjuntos de X, tal que S está contido na união desta família (em outras palavras, a família é uma  cobertura finita de S),e tal que cada conjunto Ai da família é de tamanho E (ou menor). Simbolicamente:
{\displaystyle \forall \;{E}>0,\;\exists \;{n\in \mathbb {N} },\;\exists \;{A_{1},A_{2},\ldots ,A_{n}\subseteq ;X}\left(S\subseteq \bigcup _{i=1}^{n}A_{i}\;{\mbox{ e }}\;\forall {i=1,\ldots ,n}\;\mathrm {tamanho} (A_{i})\leq E\right).\!}
O espaço  X é um espaço totalmente limitado se, e somente se é um conjunto totalmente limitado quando considerado como um subconjunto de si próprio. 
(Pode-se também definir espaços totalmente limitados diretamente, e então definir um conjunto como totalmente limitado se, e somente se é totalmente limitado quando considerado como um subspaço.)